# Santoz
Santoz (Rio de Janeiro) é um cantor, compositor e beatmaker brasileiro. Criado no bairro da Pavuna, na zona norte do Rio de Janeiro, sua obra mistura elementos do samba, jazz e da música afro-americana, com forte presença de R&B, funk e soul, sempre com um toque brasileiro característico.

## Carreira
Santoz iniciou sua trajetória artística como integrante do grupo de rap Posse Reagir. Mais tarde, integrou a banda Cia. dos Músicos, projeto de jazz fusion liderado pelo contrabaixista Gino Santana, que realizava jam sessions em praças públicas da zona norte do Rio.
Em 2015, lançou os EPs Santoz – Vol. 1, 2 e 3, com influências do R&B, soul, funk e música brasileira. Os trabalhos foram produzidos por ele e contaram com parcerias de artistas como Juh de Paula, Patrícia Costa, Fernanda Andrade, El Pavuna, Gláucia Amorim e Bob X.
Em 2016, apresentou o álbum ao vivo Studio Session Vol. 1, com reinterpretações de seu repertório e uma versão da canção "Zé do Caroço", de Leci Brandão.
Em 2018, lançou o samba autoral Dinheiro é prestígio. Em 2019, lançou o single Me Permitir, com videoclipe gravado no hotel Selina, na Lapa, em parceria com a produtora angolana Free Dation.
Entre outros lançamentos, destacam-se Sintonia (2020) e Ana (2023). Santoz também colaborou com o poeta e compositor Cizinho Afreeka nas faixas Minha Cría e Canção para Makeda.

## Cocktails & Sessions
Em 2020, lançou o projeto independente Cocktails & Sessions, em que recebe artistas para apresentações e conversas em seu próprio bar. O projeto também realiza eventos ao vivo com música e coquetelaria.

## Direto em Frente(2025)
Em 2025, Santoz lançou o álbum Direto em Frente, pela gravadora Vista Records. Produzido por ele e pelo pianista e produtor norte-americano Billy Mitchell, o disco conta com a colaboração da pianista japonesa Yuko Mabuchi, radicada em Los Angeles, que participou como arranjadora e pianista em todas as faixas.
A parceria teve início após um encontro entre ambos na praia de Ipanema em 2024. O primeiro single do disco, Yuko Toca Samba, foi lançado em março de 2025 e reuniu músicos do Brasil, Sri Lanka e Estados Unidos.
O álbum inclui as seguintes faixas:
1. Meu dez
2. Hoje é de lei
3. Até onde o amor é imenso
4. Yuko toca samba
5. Dinheiro é prestígio
6. Amanhã
7. Como é bom
8. Pódio, banho de espumante

## Estilo musical
A sonoridade de Santoz combina batidas sincopadas, harmonias ricas e elementos do samba, jazz, soul, funk e bossa nova. O álbum Direto em Frente é descrito pelo artista como uma homenagem à tradição do jazz fusion, influenciado por Miles Davis.

## Discografia

### EPs
- Santoz – Vol. 1 (2015)
- Santoz – Vol. 2 (2015)
- Santoz – Vol. 3 (2015)

### Álbuns
- Studio Session Vol. 1 (2016)
- Direto em Frente (2025)

### Singles selecionados
- Dinheiro é prestígio (2018)
- Me Permitir (2019)
- Sintonia (2020)
- Ana (2023)
- Yuko Toca Samba (2025)